# Ryan Succop
Ryan Barrow Succop, född 19 september 1986, är en amerikansk fotbollsspelare (placekicker) för Tennessee Titans i NFL. Han draftades allra sist, som nummer 256, i NFL Draften 2009.

Succop föddes i Hickory, North Carolina och gick på Hickory High School där han tre gånger blev utnämnd till årets spelare. Efter att ha tagit studenten började Succop på University of South Carolina 2005. Efter NFL-draften 2009 stod det klart att Ryan Succop blivit "Mr Irrelevant", dvs draftats sist av alla. Men Succop har visat sig vara en mycket duktig Placekicker. 
Externa länkar
- Kansas City Chiefs, biografi
- South Carolina, spelarsida